# Vicente Gil Ros
Vicente Gil Ros (Carpesa, 5 de enero de 1976) es un deportista español que compite en natación adaptada. Ganó cuatro medallas en los Juegos Paralímpicos de Verano entre los años 2000 y 2008.

## Palmarés internacional
| Juegos Paralímpicos | Juegos Paralímpicos | Juegos Paralímpicos | Juegos Paralímpicos         |
| Año                 | Lugar               | Medalla             | Prueba                      |
| ------------------- | ------------------- | ------------------- | --------------------------- |
| 2000                | Sídney (Australia)  | Medalla de oro      | 4 × 50 m estilos (20 ptos.) |
| 2004                | Atenas (Grecia)     | Medalla de plata    | 50 m braza SB3              |
| 2008                | Pekín (China)       | Medalla de plata    | 50 m braza SB3              |
| 2008                | Pekín (China)       | Medalla de bronce   | 4 × 50 m estilos (20 ptos.) |